# Antalya Diplomacy Forum
Das Antalya Diplomacy Forum (abgekürzt ADF, türk. Antalya Diplomasi Forumu, dt. Diplomatie-Forum in Antalya) ist eine mehrtägige internationale Konferenz, die seit 2020 in der türkischen Stadt Antalya stattfindet und von mehreren tausend Teilnehmern besucht wird.
Das Format umfasst Podiumsdiskussionen und Diskussionsrunden, bilaterale Treffen zwischen den Teilnehmern, Nebenveranstaltungen und ein Jugendforum zu regionalen und globalen Themen.

## Geschichte
Das Antalya Diplomacy Forum wurde von dem türkischen Außenminister Mevlüt Çavuşoğlu gegründet und richtet sich an Staats- und Regierungschefs, Außenminister und hochrangige Vertreter der Internationalen Organisation sowie Vertreter aus Wirtschaft, Wissenschaft, Zivilgesellschaft und Medien.
Beabsichtigt ist, die Tagung zu einer internationalen Diskussionsplattform ähnlich dem Weltwirtschaftsforum oder der Münchner Sicherheitskonferenz auszubauen.
Nach der 2020 wegen der COVID-19-Pandemie entfallenen Präsenzveranstaltung fand das erste Treffen im Juni 2021 statt. Im März 2022 wurde am Rande der Konferenz zwischen dem ukrainischen Außenminister Dmytro Kuleba und dem russischen Außenminister Sergei Lawrow über einen Frieden nach dem russischen Überfall auf die Ukraine 2022 beraten.
Das Treffen 2023 wurde wegen des Erdbebens in der Türkei und Syrien verschoben.

## Teilnehmer (Auswahl)

### 2021
- Elmar Brok
- Sigmar Gabriel
- Karin Kneissl

### 2022
- NATO-Generalsekretär Jens Stoltenberg
- EU-Außenbeauftragter Josep Borrell
- EU-Nachbarschaftskommissar Olivér Várhelyi
- OSZE-Generalsekretärin Helga Schmid
- UNO-Flüchtlingshochkommissar Filippo Grandi
- der Hohe Repräsentant für Bosnien-Herzegowina Christian Schmidt